# Skarveænder
- Underfamilie Skarveænder Oxyurinae
  - Slægt Oxyura
    - Amerikansk skarveand Oxyura jamaicensis
    - Maskeskarveand Oxyura dominica
    - Hvidhovedet and Oxyura leucocephala 
    - Afrikansk skarveand Oxyura maccoa 
    - Argentinaskarveand Oxyura vittata 
    - Australsk skarveand Oxyura australis 

  - Slægt Biziura
    - Bisamand Biziura lobata

  - Slægt Heteronetta
    - Snylteand Heteronetta atricapilla